# Lynx (Spähpanzer)
Der Lynx ist ein US-amerikanischer Führungs- und Aufklärungspanzer, der im Wesentlichen auf den Transportpanzer M113 basiert. Lynx ist die englische Bezeichnung für den Luchs.

## Geschichte
1963 begann das US-amerikanische Rüstungsunternehmen FMC Corporation (heute: United Defense) ohne öffentlichen Auftrag die Entwicklung eines kleineren Führungs- und Aufklärungspanzers unter der Bezeichnung M113-1/2 Command and Reconnaissance Vehicle, kurz M113 C&R. Der Lynx nutzt im Wesentlichen M113A1-Komponenten, so auch die Aluminium-Panzerung. Im Gegensatz zum M113 sind nur vier Laufrollen auf jeder Seite vorhanden und der Motor befindet sich im hinteren Teil des Panzers.
Der Panzer ist lufttransportfähig und erlaubt sowohl den Einsatz in schwerem Gelände als auch relativ hohe Geschwindigkeiten auf befestigten Straßen. Zudem ist das Fahrzeug amphibisch, der Antrieb im Wasser erfolgt über die Gleisketten, was die Manövrierfähigkeit bei Wasserfahrt einschränkt. Um eine Wasserfahrt zu ermöglichen, muss das Bug-Schwallbrett aufgerichtet werden und Lenzpumpen befördern eingedrungenes Wasser nach außen.

## Einsatz
Bei der U.S. Army kam das Fahrzeug nicht zum Einsatz, man entschied sich für den M114. Eingeführt wurde der Spähpanzer Lynx schließlich von den kanadischen Landstreitkräften und vom Niederländischen Heer.
1966 führten die Niederlande 250 Fahrzeuge in die Armee ein. In den 1970er Jahren ersetzte man das 12,7-mm-M2-Maschinengewehr durch eine Oerlikon-Bührle GBD-ADA 25-mm-Maschinenkanone.
1968 schaffte Kanada 174 Fahrzeuge an, um veraltete Ferret Radpanzerfahrzeuge zu ersetzen. Von 1993 bis 1996 wurden alle Lynx-Panzer ausgemustert und durch 203 modernere Coyote Radpanzer (8x8) ersetzt.